# Helene Michelson
Helene Michelson (* 8. Dezember 1906 in Tallinn; † unbekannt) war eine estnische Eiskunstläuferin.

## Biografie
Helene Michelson belegte bei den Olympischen Winterspielen 1936 zusammen mit Eduard Hiiop im Paarlauf-Wettkampf den 18. Platz. Nachdem kurz zuvor die Skirennläuferin Karin Peckert-Forsman bereits ihr Debüt bei den Spielen gegeben hatte, war Michelson die zweite weibliche Olympionikin Estlands.